# کارلوس سوارز گاریت
کارلوس سوارز گاریت (به پرتغالی: Carlos Soares Garrit) هافبک اهل برزیل است که در شهر برزیل و در تاریخ ۴ دسامبر ۱۹۷۱ به دنیا آمده‌است.
کارلوس سوارز گاریت در تیم‌های فوتبال باشگاه فوتبال کاشیما آنتلرز سابقهٔ حضور دارد.